# Włochatokolczak
Włochatokolczak (Thrichomys) – rodzaj ssaków z podrodziny kolczaków (Echimyinae) w obrębie rodziny kolczakowatych (Echimyidae).

## Rozmieszczenie geograficzne
Rodzaj obejmuje gatunki występujące w Brazylii, Boliwii i Paragwaju.

## Morfologia
Długość ciała (bez ogona) 125–240 mm, długość ogona 135–214 mm; masa ciała 120–365 g.

## Systematyka
Rodzaj zdefiniował w 1880 roku francuski zoolog Édouard Louis Trouessart w artykule zatytułowanym Katalog ssaków, zarówno żywych, jak i kopalnych, opublikowanym w czasopiśmie „Bulletin de la Société d’Études scientifiques d’Angers”. Trouessart wymienił trzy gatunki – Echimys brevicauda A. Günther, 1877, Echimys inermis Pictet, 1843 i Nelomys antricola Lund, 1839 (= Nelomys apereoides Lund, 1839) – nie wyznaczając gatunku typowego; gatunkiem typowym jest (późniejsze oznaczenie) Nelomys antricola Lund, 1839 (= Nelomys apereoides Lund, 1839) (włochatokolczak zwyczajny).

### Etymologia
Thrichomys (Thricomys, Trichomys): gr. θριξ thrix, τριχος trikhos ‘włosy’; μυς mus, μυος muos ‘mysz’.

### Podział systematyczny
Do rodzaju należą następujące gatunki:
| Grafika | Gatunek               | Autor i rok opisu    | Nazwa zwyczajowa            | Podgatunki         | Rozmieszczenie geograficzne | Podstawowe wymiary                              | Status IUCN |
| ------- | --------------------- | -------------------- | --------------------------- | ------------------ | --- | ----------------------------------------------- | ----------- |
|         | Thrichomys laurenteus | O. Thomas, 1904      |                             | gatunek monotypowy | endemit Brazylii: od Ceará i Rio Grande do Norte na południe do środkowej Bahii; zakres wysokości: 15–800 m n.p.m.                                      | DC: 12–24 cm DO: 13,5–21 cm MC: 120–365 g       | DD          |
|         | Thrichomys inermis    | (F.-J. Pictet, 1843) | włochatokolczak wyżynny     | gatunek monotypowy | od środkowej Bahii na zchód do środkowej Tocantins; zakres wysokości: 260–1030 m n.p.m.                                                                 | DC: 18–22 cm DO: 11–20 cm MC: około 350 g       | LC          |
|         | Thrichomys apereoides | (P.W. Lund, 1839)    | włochatokolczak zwyczajny   | gatunek monotypowy | endemit Brazylii: Bahia i Minas Gerais; zakres wysokości: 890–1110 m n.p.m.                                                                             | DC: 19,7–21 cm DO: 16,4–17,9 cm MC: 210–300 g   | LC          |
|         | Thrichomys pachyurus  | (J.A. Wagner, 1845)  | włochatokolczak paragwajski | gatunek monotypowy | środkowa-zachodnia Brazylia (Mato Grosso i Mato Grosso do Sul), skrajnie wschodnia Boliwia (Santa Cruz) i Paragwaj; zakres wysokości: 130–1190 m n.p.m. | DC: brak danych DO: brak danych MC: brak danych | LC          |
|         | Thrichomys fosteri    | O. Thomas, 1903      |                             | gatunek monotypowy | środkowo-zachodnia Brazylia (Mato Grosso i Mato Grosso do Sul) i Paragwaj; zakres wysokości: 90–370 m n.p.m.                                            | DC: 11,9–22 cm DO: 11,1–20 cm MC: około 350 g   | NE          |

Kategorie IUCN:  LC  – gatunek najmniejszej troski,  DD  – gatunki o nieokreślonym stopniu zagrożenia;  NE  – gatunki niepoddane jeszcze ocenie.